# Council of Fashion Designers of America
Council of Fashion Designers of America (conhecido pela sigla CFDA) é uma associação comercial sem fins lucrativos de mais de 350 agências de moda mais importantes dos Estados Unidos.